# Вітковський Сергій Іванович
Вітковський Сергій Іванович (6 грудня 1960 р., с. Варовичі, Поліського району, Київської області (з 1986 зона відчуження після аварії на ЧАЕС)) – громадський діяч, голова Дарницької районної в місті Києві державної адміністрації (2011-2014 рр.), почесний голова Громадської організації "Майбутнє Дарниці", кандидат історичних наук, член-кореспондент Української технологічної Академії. Заслужений працівник сфери послуг України. 

## Життєпис та трудова діяльність
Вітковський Сергій Іванович розпочав свою трудову діяльність у 1980 році (після закінчення Київського технікуму електронних приладів) в монтажно-виробничому цеху ВО «Київського радіозаводу». У період з 1980 по 1982 рр. проходив службу в лавах Радянської армії, а після її закінчення повернувся до роботи на ВО «Київському радіозаводі», де пропрацював до 1992 р.
Закінчив Київський автомобільно-дорожній інститут за спеціальністю «Організація дорожнього руху», у 1988 році одержав кваліфікацію інженера дорожнього руху.
Починаючи з 1992 р., і впродовж 23 років, обіймав різні керівні посади у Дарницькому районі. У період з 1997 по 2003 рр. навчався в Київському інституті внутрішніх справ, де здобув вищу освіту за спеціальністю «Правознавство».
З 2011 до 2014 року – голова Дарницької районної в місті Києві державної адміністрації.
З 2014 по 2018 працював проректором Київського національного університету технологій та дизайну, обиравсь віце-президентом Федерації футболу м. Києва.
Тричі підряд був обраний по мажоритарному округу депутатом Дарницької районної ради міста Києва.
З 2013 року і дотепер активно займається громадською діяльністю.

## Громадська діяльність
У 2013 р. став засновником Громадської організації "Майбутнє Дарниці", а вже з 2014 р. ця організація ставши стратегічним партнером ГО "Громадянський Корпус" стали співзасновниками Асоціації «Європейський Київ». ГО "Майбутнє Дарниці" втілило в життя багато соціально важливих програм, які стосуються відновлення благоустрою у Дарницькому районі та у м. Києві, а також забезпечили соціальний захист малозабезпечених сімей. Саме завдяки діяльності ГО "Майбутнє Дарниці" і за сприяння ГВО "Громадянський корпус" здійснено більше десятка гуманітарних місій для допомоги військовослужбовцям, які воювали на Сході України. Для потреб Збройних Сил України передано автомобіль.
Під безпосереднім патронатом Сергія Вітковського  ГО "Майбутнє Дарниці" за період 2014-2020 рр. було організовано та проведено більше 10 турнірів з футболу серед дітей та юнаків віком від 6 до 17 років

## Нагороди та відзнаки
- Заслужений працівник сфери послуг України, Указ Президента України № 855 від 27 травня 2005 р.;
- Член-кореспондент Української технологічної Академії;

- 2004, 2010 нагороджений Почесними грамотами Кабінету Міністрів України.